# Hank Steinbrenner
Henry George Steinbrenner III (2 de abril de 1957-14 de abril de 2020) fue un empresario estadounidense que fue copropietario y copresidente de los New York Yankees de las Grandes Ligas (MLB). Era el hijo mayor de George Steinbrenner y hermano mayor del propietario principal del equipo y socio gerente general Hal Steinbrenner.

## Primeros años
Steinbrenner nació en Culver, Indiana, el hijo mayor de George y Elizabeth Joan Steinbrenner, ambos de ascendencia alemana. Tenía dos hermanas, Jessica Steinbrenner y Jennifer Steinbrenner (antes Swindal). Hank recibió su nombre de su abuelo, Henry George Steinbrenner II, quien hizo la fortuna familiar en el negocio del transporte marítimo. 
Steinbrenner asistió a Culver Academy y Central Methodist College, donde jugó fútbol y obtuvo una licenciatura en historia y ciencias políticas.

## Carrera
En la década de 1980, Steinbrenner trabajó para los Yankees de Nueva York, que su padre compró mientras asistía a la Academia Culver, ganando experiencia en el béisbol trabajando con los ejecutivos Lou Piniella, Woody Woodward y Clyde King. En 1990, cuando George fue suspendido del béisbol, los Yankees inicialmente sugirieron que Hank sucedería a George como socio gerente del equipo. Los otros dueños de MLB indicaron que no aprobarían a Hank por lo que se alejó del equipo. 
Steinbrenner dejó el béisbol para dirigir Kinsman Stable, el establo de caballos propiedad de Steinbrenner en Ocala, Florida. También fue entrenador de fútbol en Vanguard High School en Ocala, se convirtió en vicepresidente y director de Bay Farms Corporation en 1985, y presidente de Minch Transit Company en 1987, y vicepresidente de Mid-Florida Hotels Corporation en 1990. También se desempeñó en la junta directiva de Ocala Breeders Sales Company. En 2000, se asoció con Gwynn Racing para presentar un automóvil en la Asociación Nacional de Hot Rod. 
Desde 2007 en adelante, George cedió la mayor parte del control diario de los Yankees a Hal y Hank debido a problemas de salud. 
Durante su administración de los Yankees, Hank, al igual que su padre, se ganó la reputación de ser franco. En ocasiones fue criticado por muchos columnistas deportivos de Nueva York por sus comentarios espontáneos que parecían carecer de previsión. A pesar de su personalidad franca, Steinbrenner no se veía con frecuencia en el equipo y, en cambio, hacía la mayor parte de su trabajo desde las oficinas de los Yankees en Tampa, Florida. Hizo una aparición rara en febrero de 2015 para examinar a Yoan Moncada. 

## Vida personal
Steinbrenner y su esposa se divorciaron en 2004. Tuvieron cuatro hijos. Su hijo, George Michael Steinbrenner IV, es dueño del equipo Steinbrenner Racing de IndyCar, que participa a tiempo completo en la Serie IndyCar en asociación con Harding Racing bajo la bandera de Harding Steinbrenner Racing.
Hank Steinbrenner murió el 14 de abril de 2020, doce días después de cumplir 63 años, de complicaciones relacionadas con un problema hepático no especificado de larga duración.